# Michael Chang
Michael Te-pei Chang (født 22. februar 1972 i Hoboken, New Jersey, USA) er en tidligere amerikansk tennisspiller, der var professionel mellem 1988 og 2003. Han vandt i løbet af sin karriere 34 singeltitler, og hans højeste placering på ATP's verdensrangliste var en 2. plads, som han opnåede i september 1996.

## Grand Slam
Changs største triumf, og bedste Grand Slam-resultat, var hans sejr ved French Open i 1989. Chang havde i en dramatisk kvartfinale besejret den daværende verdensetter, Ivan Lendl, og i finalen var modstanderen svenske Stefan Edberg. Chang vandt i 5 sæt. I 1995 var Chang igen i finalen i French Open, denne gang tabte han dog klart i 3 sæt til Thomas Muster fra Østrig. I 1996 nåede han finalen ved både Australian Open og US Open, men måtte begge gange forlade kampene som taber.